# Mâcon
Mâcon este un oraș în Franța, prefectura departamentului Saône-et-Loire, în regiunea Bourgogne.